# Peter Savaryn
Peter Savaryn  (Zubrets, Polonia, 17 de septiembre de 1926 – Edmonton, Canadá, 6 de abril de 2017) fue un militar ucraniano que combatió durante la Segunda Guerra Mundial en las filas de la 14.ª División de Granaderos SS (conocida como la División Galitzia), una formación militar de la Alemania nazi. Después de la guerra emigró a Canadá donde estudió en la Universidad de Alberta y trabajó como abogado. En 1989, fue galardonado con la Orden de Canadá .

## Biografía
Peter Savaryn nació en 1926 en la pequeña localidad de Zubrets, —entonces parte de Polonia, actualmente ubicada en el óblast de Ternópil en Ucrania— En 1944, se ofreció como voluntario para combatir junto con la Alemania nazi en las filas de la 14.ª División de Granaderos Waffen SS (1.ª División Galitzia), una unidad de las Waffen SS compuesta en su mayor parte por voluntarios ucranianos. Aunque individualmente ninguno de los miembros de esta unidad se les ha acusado formalmente de crímenes de guerra por ningún tribunal, a la unidad se le ha acusado de matar civiles judíos y polacos.
En 1944, la división participó en la defensa de la ciudad ucraniana de Brody, durante la Ofensiva Leópolis-Sandomierz, donde fue prácticamente aniquilada. Solo sobrevivieron 3000 soldados de los 11 000 que inicialmente formaban parte de la unidad, después fueron trasladados a Eslovaquia para descansar y requiparse, donde participaron en la represión del levantamiento partisano en Eslovaquia y posteriormente combatió en Eslovenia contra los partisanos yugoslavos de Tito. Después del final de la guerra en Europa, Savaryn se encontraba entre los aproximadamente 2000 combatientes de las Waffen-SS Galitzia a los que se les permitió emigrar a Canadá a pesar de su pasado nazi o debido a él.
Emigró a Canadá en 1949 y asistió a la Universidad de Alberta, donde obtuvo una Licenciatura en Letras (BA) en 1955 y una Licenciatura en Derecho (LLB) en 1956. En 1959, unos años después de graduarse, fundó el bufete de abogados Savaryn & Savaryn, donde trabajó el resto de su vida como socio sénior. Estuvo casado con Olga (Olya) Prystajecky (1951) con quien tuvo tres hijos. Se desempeñó como Canciller de la Universidad de Alberta de 1982 a 1986 y participó en la Junta de Gobernadores y el Senado de la universidad.
De 1983 a 1988, fue presidente del Congreso Mundial de Ucrania, en ese momento llamado Congreso Mundial de Ucranianos Libres. También fue presidente de la Asociación Conservadora Progresista de Alberta y vicepresidente del Partido Conservador Progresista de Canadá.
En 1987, recibió un título honorífico de la Universidad de Alberta y, ese mismo año, el Gobierno de Canadá le concedió la Orden de Canadá. En 2023, después del escrutinio y la indignación internacional provocada por la ovación y reconocimiento público que la Cámara de los Comunes había dado al veterano nazi Yaroslav Hunka, la gobernadora general de Canadá, Mary Simon, se disculpó públicamente y expresó su «profundo pesar» por el premio concedido a Savaryn. Por su parte, Lynne Santerre, subdirectora de asuntos públicos de la Oficina del Secretario del Gobernador General, dijo que «expresamos nuestras más sinceras disculpas a los canadienses por cualquier angustia o dolor que su nombramiento haya podido causar».
Murió el 6 de abril de 2017.